# Виноробство в Херсонській області

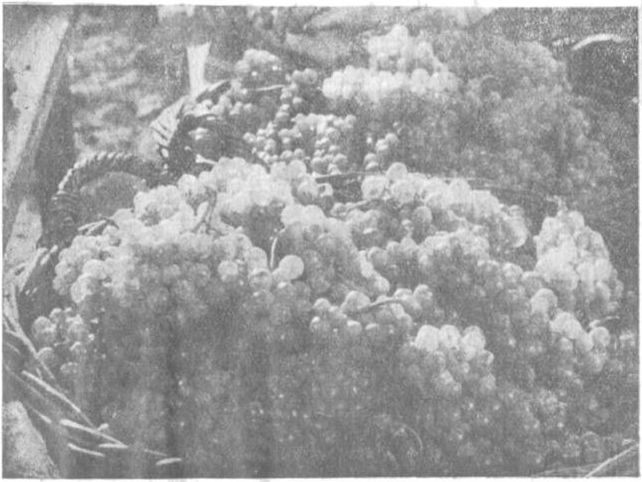
«Виноград з Олешківських пісків» (1930)

Виноробство в Херсонській області — галузь, що розвивається на території Херсонщини. Є частиною Причорноморського винного регіону.
На 5 жовтня 2016 року згідно з офіційною класифікації видів економічної діяльності виробництвом виноградних вин займаються 3 фізичної особи-підприємця та 23 юридичних осіб. Вирощуванням винограду займаються 49 ФОПів та 210 юридичних осіб.

## Підприємства, культурні заклади, організації

### Промислові виноробні підприємства
- Дім марочних коньяків «Таврія». Засновано 1889 року на місці міста Нова Каховка. Сировинна база 1380 га, більшість з яких під крапельним зрошенням. Таврійські виноградники розташовані в екологічно чистій зоні України. Виробляє не більше 3000 пляшок на рік. Кожне вино настоюється у французьких бочках дуба не менше шести місяців. Використовує преміальні сорти винограду з 20 річної лози.

Відомі вина: Rkatsiteli, Cabarnet.
- Кам’янський завод марочних вин

- ПРАТ АФ Цюрупинське

### Крафтові виноробні підприємства
- Виноробне господарство князя П. М. Трубецького. Заснування від 1896 року. Земельні насадження обирав князь Лев Голіцин. 1900 року Рислінг нагороджений гран-прі на всесвітній виставці у Парижі. 1902 року підприємство отримало імперську премію імені Олександра III «за краще російське виноградне столове вино», 1903 року — «за зразкову культуру виноградників».

Білі сорти винограду: Шардоне, Рислінг, Аліготе, Піно Блан.
Червоні сорти винограду: Каберне Совіньйон, Мерло, Піно Нуар, Каберне Фран, Пті Вердо, Сіра, Мальбек.
Енотуризм:
- Сімейна виноробня «Курінь»

- Білозерські Вина

### Організації
- Асоціація крафтових виноробів Причорномор'я. Заснована 2019 року. Об'єднує десять виноробів з Миколаївської, Херсонської та Одеської областей[5].